# Norwegischer Fußballpokal der Männer 1904
Der norwegische Fußballpokal 1904 (kurz auch NM-Cup 1904 genannt) war die dritte Austragung des Fußballpokalwettbewerbs der Männer. Pokalsieger wurde Titelverteidiger Odds BK.

## Halbfinale
| Datum      |                | Ergebnis |               |
| ---------- | -------------- | -------- | ------------- |
| 03.09.1904 | Odds BK        | 3:0      | Larvik TIF    |
|            | Fredrikstad FK | 0:5      | Porsgrunds FK |

## Finale
| Odds BK                                          | Odds BK | Porsgrunds FC | Porsgrunds FC |
| ------------------------------------------------ | --- | --- | ------------- |
| Odds BK                                          | \| Finale \| \| 4. September 1904 in Skien (Skien Sportsplassen) \| \| Ergebnis: 4:0 (?:0) \| \| Zuschauer: 800 \| \| Schiedsrichter: Thomas Viborg \| \| Spielbericht \|          | \| Finale \| \| 4. September 1904 in Skien (Skien Sportsplassen) \| \| Ergebnis: 4:0 (?:0) \| \| Zuschauer: 800 \| \| Schiedsrichter: Thomas Viborg \| \| Spielbericht \|        | Porsgrunds FC |
| Odds BK                                          | Andrew Johnsen – Guttorm Hol, Erling Jensen – Bernhard Halvorsen, Fridtjof Nilsen, Gustav Isaksen – Petter Hol, Harbo Madsen, Øivind Gundersen, Berthold Pettersen, Daniel Gasmann | Isak B. Henrichsen – Hans Sørli, Isak Isaksen – Karl Andresen, Andreas Hansen, Johan Henriksen – Finn Jeremiassen, Christian Dick, C. M. Carlsrud, Waldemar Lassen, Ernst Hansen | Porsgrunds FC |
| Odds BK                                          | 1:0 Berthold Pettersen (10.) 2:0 Daniel Gasman (?) 3:0 Daniel Gasman (30.) 4:0 Øivind Gundersen (?)                                                                                | | Porsgrunds FC |
| Finale                                           | | |               |
| 4. September 1904 in Skien (Skien Sportsplassen) | | |               |
| Ergebnis: 4:0 (?:0)                              | | |               |
| Zuschauer: 800                                   | | |               |
| Schiedsrichter: Thomas Viborg                    | | |               |
| Spielbericht                                     | | |               |